# 6 Kresowy Pułk Strzelców Pieszych
6 Kresowy Pułk Strzelców Pieszych (6 psp) – oddział piechoty Wojska Polskiego we Francji.

## Formowanie i zmiany organizacyjne
Pułk formowany był od 15 lutego 1940, w miejscowości Gourgé, w rejonie Parthenay (departament Deux-Sèvres), w składzie 2 Dywizji Strzelców Pieszych. Zawiązek oddziału stanowiło 800 żołnierzy wydzielonych z 4 Warszawskiego Pułku Strzelców Pieszych. 17 lutego 1940 do pułku przybyła pierwsza partia 303 poborowych, w tym 191 ochotników z Polski. W dniu 23 lutego z pułku wydzielono 352 najlepiej wyszkolonych żołnierzy z przeznaczeniem do formowanej Samodzielnej Brygady Strzelców Podhalańskich. Z końcem maja do pułku przybyli ostatni rekruci. Tworzące się pododdziały kwaterowały w bardzo złych warunkach: na strychach, w stajniach, garażach i stodołach. Sukcesywnie napływało do pułku uzbrojenie, wyposażenie i ekwipunek. Przez okres formowania, aż do rozpoczęcia działań bojowych prowadzono szkolenie z żołnierzami. 

## Działania zbrojne
Od 17 maja 1940 roku pułk został postawiony w stan gotowości bojowej od dnia 19 maja 1940 roku rozpoczęto transportem kolejowym przewóz stanu osobowego, wraz otrzymanym uzbrojeniem i sprzętem na zaplecze linii Maginota do Blainville, gdzie pułk znalazł się 21 maja. Następnie od 25 do 29 maja pułk odbył 100 km marsz pieszy w rejon Colombey-les-Belles i wraz z dywizją znalazł się w odwodzie 3 armii francuskiej. W dniu 30 maja 1940 roku nadano pułkowi oficjalną nazwę 6 Kresowy Pułk Strzelców Pieszych. Od 30 maja do 9 czerwca pułk intensywnie szkolił się i pobierał brakujące wyposażenie. W dniu 9 czerwca w pułku zarządzono pogotowie transportowe, 10-12 czerwca przewieziono koleją go w rejon Belfortu. Pułk wraz z 2 Dywizją Strzelców Pieszych wszedł w skład 45 Korpusu Armijnego 8 Armii francuskiej. W dniach 13-15 czerwca 6 pułk wydzielony został, ze składu dywizji i  obsadził odcinek na północ od Belfortu pod komendą dowódcy rejonu fortecznego gen. Girol. 16-17 czerwca 1940 roku 6 pułk wykonał marsz 50 kilometrowy, wraz z częścią jednostek artylerii w kierunku południowym do miejscowości Colombier-Font, następnie do rejonu dywizji w Hericourt. Podczas marszu pułku, był kilkakrotnie bombardowany przez niemieckie lotnictwo. Następnego dnia pułk zajął stanowiska obronne na wzgórzach Clos du Doubs w rejonie miejscowości St. Hippolyte, Montandon, Soulce i Vaufrey. 6 Kresowy pstrz. p. bronił powierzonego odcinka 18 i 19 czerwca, opuszczając na rozkaz po zaciętych walkach miejscowość St. Hippolyte. Następnie na skutek braku amunicji pułk wraz z dywizją w nocy z 19/20 czerwca 1940 r. przekroczył granicę francusko-szwajcarską przez przejścia graniczne Bremoncourt, a II batalion przez Reclere. 

## Dalsze losy kresowych strzelców pieszych
Ogółem 2492 żołnierzy 6 pułku przekroczyło granicę i zostało rozbrojonych, a następnie internowanych. Od sierpnia 1944 r. do maja 1945 podczas tajnej ewakuacji do Francji, Szwajcarię opuściło ok. 1000 żołnierzy pułku, z tego niespełna 300 trafiło do jednostek WP w Wielkiej Brytanii i odtwarzało 2 Brygadę Strzelców Pieszych 4 DP, a kilkudziesięciu trafiło do jednostek 2 Korpusu Polskiego we Włoszech. Jego tradycje kultywował w Wielkiej Brytanii 6 Kresowy Batalion Strzelców Pieszych.

## Żołnierze pułku
- dowódca - ppłk dypl. Stanisław Bień
- szef sztabu - mjr dypl. Jan Grubski
- dowódca I batalionu - mjr Jerzy Maciejewski
- dowódca II batalionu - mjr Władysław Czoch
- dowódca III batalionu - mjr dypl. Leon Marchwicki
- dowódca kompanii dowodzenia - por. Stanisław Radziwon

## Symbole pułku
Oznaka na pojazdach
Na prawym błotniku i drzwiach kabiny malowano brązowego żubra na żółtej tarczy.